# Treno bloccato ATM serie 400
Il treno bloccato 401 dell'ATM di Milano era un convoglio bloccato sperimentale, allestito nel 1961 in previsione dell'attivazione delle linee celeri dell'Adda e della Brianza.
Costituì il prototipo dei treni bloccati serie 500 e serie 800.

## Storia
Alla fine degli anni cinquanta del XX secolo, il parco tranviario interurbano dell'ATM era costituito da motrici e rimorchiate costruite nei decenni precedenti, e utilizzate in composizione variabile, con le conseguenti perdite di tempo ai capilinea.
L'ATM decise pertanto di utilizzare il materiale in composizioni bloccate, soprattutto in previsione dell'attivazione delle linee celeri dell'Adda e della Brianza, su cui si prevedeva un esercizio simile alle linee metropolitane.
Il treno bloccato 401 venne allestito nel 1961, utilizzando come motrice il relitto del locomotore 105 (tipo "Costamasnaga"), completamente ricostruito e rinumerato 401, e due rimorchiate serie 335 ÷ 346 (originariamente costruite dalla Stanga nel 1945), rinumerate 431 e 432.
Le rimorchiate vennero equipaggiate con banchi di manovra, eliminati dalla motrice, e con i trolley per la captazione della corrente sulla rete a 600 V; il pantografo per la corrente a 1200 V (presente sulle linee Milano-Vaprio, Villa Fornaci-Cassano e Milano-Vimercate) venne invece montato sulla motrice. La composizione risultò pertanto Rp + M + Rp.
Il treno bloccato, venne utilizzato inizialmente sulla linea Milano-Vaprio, ma dopo la sua trasformazione in linea celere il treno risultava inadeguato all'esercizio, poiché le porte d'accesso, anziché al centro, erano poste alle estremità rastremate delle casse, e quindi inadatte su una linea dove le banchine delle fermate vennero costruite all'altezza del piano di calpestio. Pertanto venne trasferito nel 1964 sulla Milano-Vimercate e nel 1975 al deposito di Desio, per il servizio sulla Milano-Carate, rimuovendo tutto l'equipaggiamento a 1200 V. Nel 1980 risultava ancora in servizio; fu radiato nel 1982.

## Livree
Inizialmente, il treno bloccato venne verniciato in un'inedita livrea verde oliva e avorio, con fascia di separazione in blu. Pochi anni dopo fu riverniciato nella classica livrea a due toni di verde.